# 63號法則

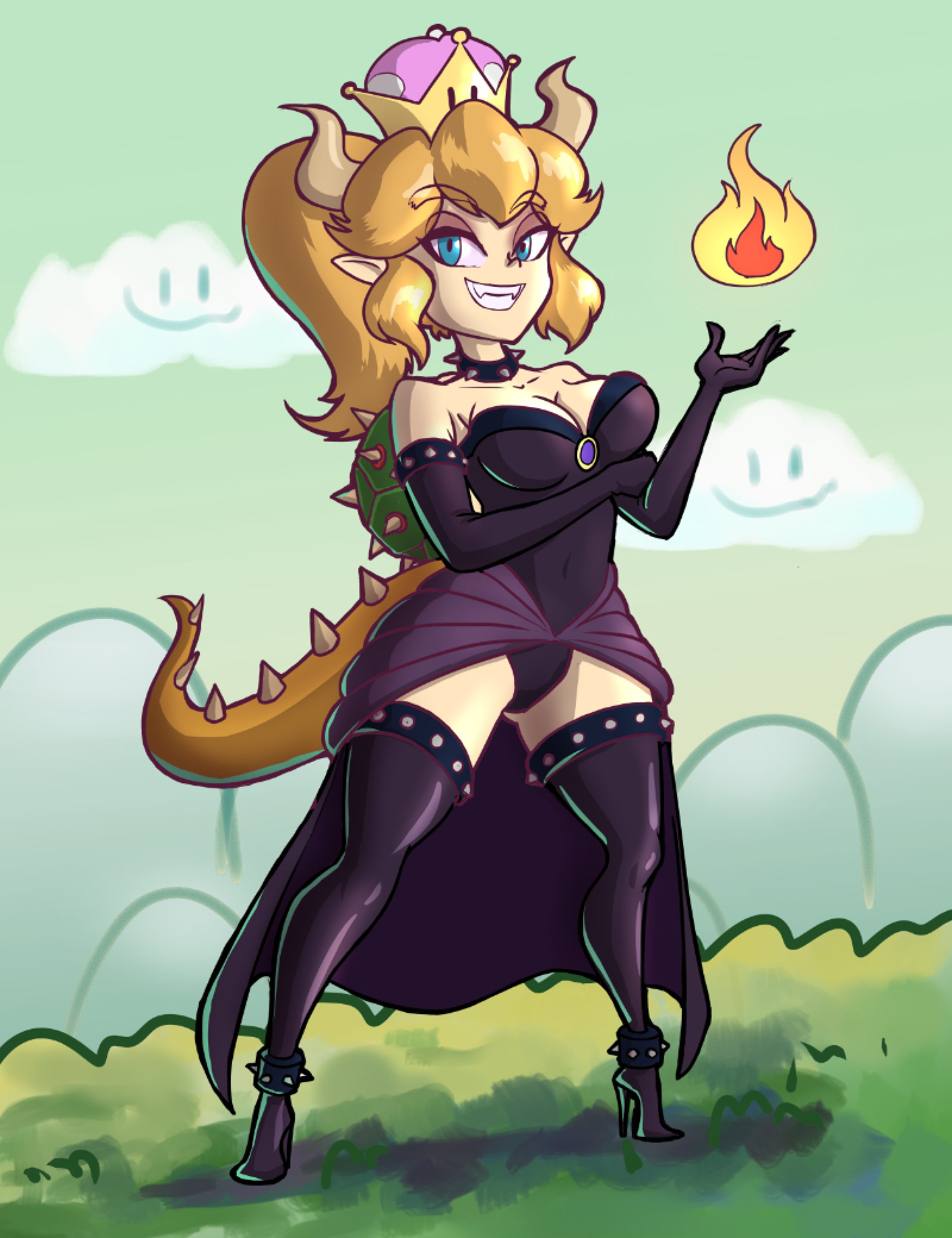
63號法則的一個例子：同人創作的庫巴姬，其為瑪利歐系列登場的虛構遊戲人物庫巴的女體化

63號法則（Rule 63），即「所有女性角色都有其男體化版本，反之亦然」，是網路迷因。它原是4chan的「網絡法則」，之後為主流文化所接納。人們會在官方或粉絲為角色創作性轉換版本時，提及此法則。

## 起源
在人們提出63號法則之前，电子游戏便普及了性轉換此一現象。其吸血鬼角色戴米特里·马克西莫夫有着一招稱為「午夜狂歡」（Midnight Bliss）的招式。其會把男性角色先轉換成女性，然後吸取他們的靈魂。故此若遊戲中包含马克西莫夫這名角色，那麼製作人員就要為每個男性角色創作出其性轉換版本。這點可見於马克西莫夫有在當中登場的《快打旋風》和《SNK对卡普空 千年之战》。這種設定引起了一股二次創作的潮流，並促使其他遊戲的粉絲創作出遊戲角色的性轉換版本。
4chan用戶在2006年末提出帶幽默成分的「網絡法則」，63號法則於次年引入至「網絡法則」當中。它的表述如下：「所有男性角色都有其女體化版本……所有女性角色都有其男體化版本」。由於女體化在法則中先於男體化，所以這隱含著前者比後者更重要的意思。
此一法則的傳播最初主要限於非正式場合，不過到了後來則為流行文化所接納，甚有評論家表示它已得到「好莱坞认可」。

## 應用
網絡用戶常在粉絲為現有角色進行二次性轉換創作時提到63號法則，且多應用於愛好者藝術、同人小說、角色扮演等。動漫迷圈子較為接納63號法則，他們會為動漫角色創作性轉換同人作，並在當中加入浪漫元素。有關創作很多時候會跟萌擬人化重疊，庫巴姬便是著名例子。她是瑪利歐系列登場的虛構遊戲人物庫巴的女體化同人創作角色，在2018年於網上爆紅。不過，評論家也會在官方推出角色的性轉換版本時以63號法則形容之，比如他們會以63號法則形容的六號複製人的官方女體化版本。
63號法則亦適用於角色扮演上。不少女性角色扮演者會扮演超级男英雄的女體化版本，於當中塑造超越主流性别脚本的角色。有評論視之為「賦權」——允许角色扮演者穿戴通常不提供给女性角色的服装和武器。